# Карміньяно-ді-Брента
Карміньяно-ді-Брента (італ. Carmignano di Brenta, вен. Carmignan de Brenta) — муніципалітет в Італії, у регіоні Венето, провінція Падуя.
Карміньяно-ді-Брента розташоване на відстані близько 420 км на північ від Рима, 55 км на північний захід від Венеції, 29 км на північний захід від Падуї.
Населення — 7651 особа (2014).
Щорічний фестиваль відбувається 15 серпня. Покровитель — Богородиця Небовзята.

## Демографія
Населення за роками:

Станом на 1 січня 2023 року в муніципалітеті офіційно проживало 695 іноземців з 39 країн, серед них 259 громадян країн Євросоюзу та 3 громадяни України.

## Уродженці
- Серджо Червато (*1929 — †2005) — відомий у минулому італійський футболіст, захисник, згодом — футбольний тренер.

## Сусідні муніципалітети
- Читтаделла
- Фонтаніва
- Гранторто
- Поццолеоне
- Сан-П'єтро-ін-Гу